# Крижень білошиїй
Крижень білошиїй (Speculanas specularis) — вид водоплавних птахів родини качкових (Anatidae). Поширений у Південній Америці.

## Поширення
Вид поширений в долинах Анд на півдні Чилі та західно-центральній Аргентині на південь до Вогняної Землі.

## Екологія
Гніздиться здебільшого біля швидкоплинних річок у лісистих регіонах на висоті до 1800 м, а також на заболочених угіддях, ставках і озерах далеко від густих лісів. Розмноження починається у вересні-жовтні, з відкладанням яєць у жовтні-листопаді та приблизно 30-денним інкубаційним періодом у неволі. Він харчується насінням, листям і стеблами водних рослин, різними кількостями водних безхребетних, а іноді й листям у лісах далеко від води.